# Burlington (condado de Fulton, Ohio)
Burlington é uma comunidade não incorporada em condado de Fulton, no estado americano de Ohio.

## História
Burlington foi construída em 1839. Uma estação de correio foi transferido da vizinha Elmira para Burlington por volta de 1850, mas o nome do correio não foi alterado. O correio "Elmira" fechou em 1957.